# Cyatheales
Cyatheales A.B.Frank è un ordine di piante appartenenti alla classe Polypodiopsida.

## Descrizione

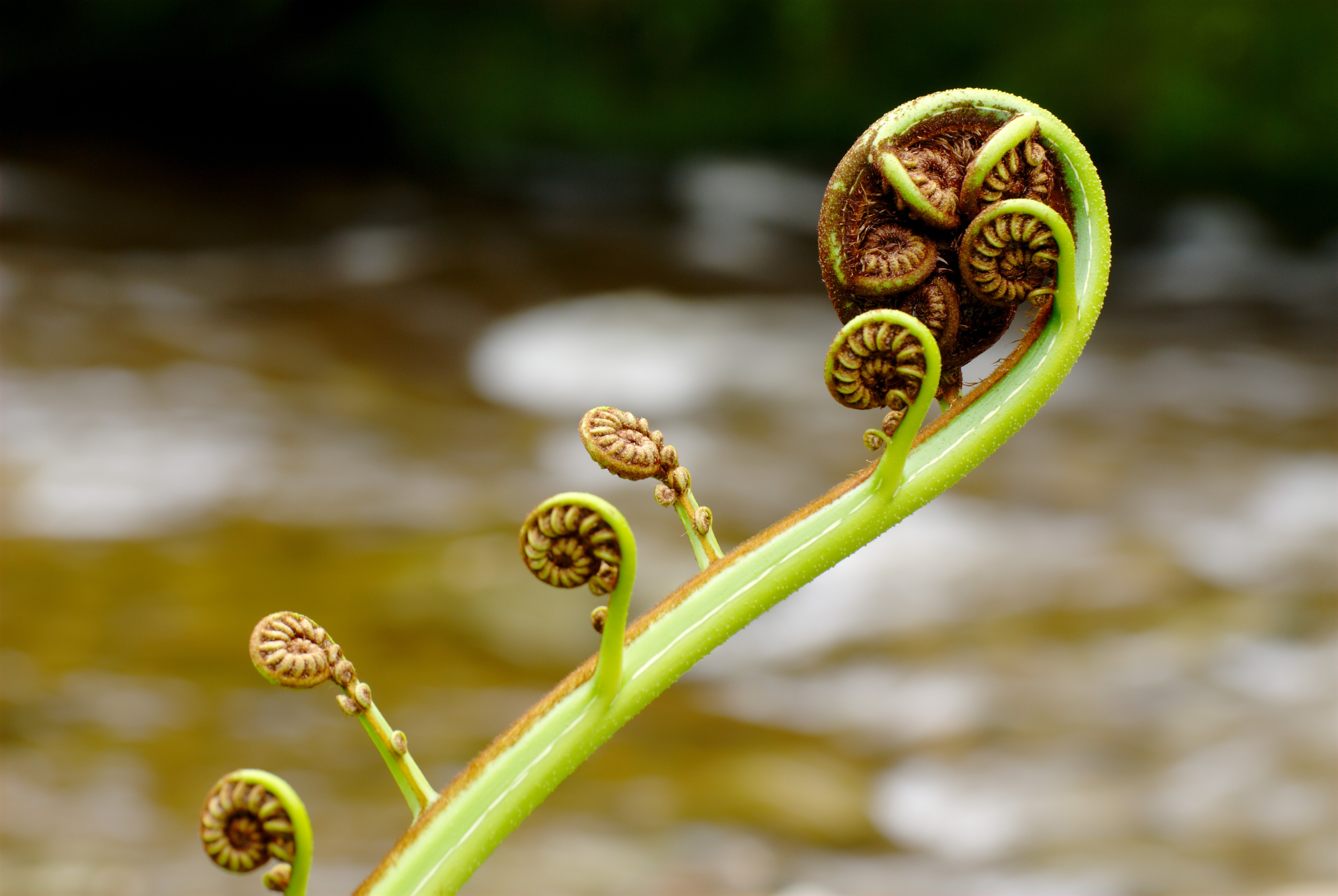
Vernazione circinnata in una specie dell'ordine Cyatheales

Sebbene sia stato dimostrato che le Cyatheales sono monofiletiche attraverso l'analisi molecolare, non ci sono caratteristiche morfologiche importanti comuni all'intero gruppo. Benché siano comunemente chiamate "felci arboree", la maggior parte, ma non tutti i membri dell'ordine possiedono la caratteristica morfologia delle felci arboree: il rizoma è massiccio, legnoso e, anziché strisciare orizzontalmente sotto o sopra il terreno, si erge eretto e fuori dalla terra, come il tronco di un albero, sormontato da una corona di fronde. Questo portamento è più evidente nelle famiglie Dicksoniaceae e Cyatheaceae. Al di fuori delle Cyatheales, alcune felci di altri gruppi potrebbero essere considerate felci arboree, come Leptopteris e Todea della famiglia Osmundaceae che possono avere tronchi corti inferiori a 1 m di altezza. 
Come tutte le felci, anche le felci arboree si riproducono tramite spore sviluppate in sporangi sulla pagina inferiore delle fronde.
Le fronde delle felci arboree sono solitamente molto grandi e pluripennate, ma almeno un tipo ha fronde intere (non divise). Anche le fronde delle felci arboree presentano una vernazione circinnata, ovvero le giovani fronde emergono in spire che si srotolano man mano che crescono.
A differenza delle piante da fiore, le felci arboree non formano nuovo tessuto legnoso nel tronco durante la crescita. Piuttosto, il tronco è sostenuto da una massa fibrosa di radici che si espande man mano che la felce arborea cresce.

## Tassonomia
La classificazione PPG I riconosce le seguenti famiglie come appartenenti all'ordine:
- Thyrsopteridaceae C.Presl
- Loxsomataceae C.Presl
- Culcitaceae Pic.Serm
- Plagiogyriaceae Bowe
- Cibotiaceae Koral
- Metaxyaceae Pic.Serm.
- Dicksoniaceae M.R.Schomb.
- Cyatheaceae Kaulf.